# Eckhardt Mária
Eckhardt Mária (Budapest, 1943. szeptember 26. –) Széchenyi-díjas magyar zenetörténész, karvezető. Liszt Ferenc életének és munkásságának nemzetközi hírű kutatója.

## Élete
Tanulmányait 1961 és 1966 között a budapesti Liszt Ferenc Zeneművészeti Főiskola középiskolai énektanár és karvezető-képző tanszakán végezte Vásárhelyi Zoltánnál és Párkai Istvánnál. 1966 és 1973 között az Országos Széchényi Könyvtár Zeneműtárának tudományos munkatársa, könyvtárosa volt. Ezt követően 1973 és 1986 között az MTA Zenetudományi Intézetében a magyar zenetörténeti osztály tudományos munkatársa, majd vezetője volt. 
A Zeneakadémia Liszt Ferenc Emlékmúzeum és Kutatóközpontjának megnyitásától, 1986-tól 2009-ig igazgatója, majd 2013-ban történt nyugalomba vonulásáig tudományos igazgatója volt. 
Számos országban tartott előadásokat, illetve szervezett vendégkiállításokat.
Tudományos munkássága mellett 1970-ben ő hozta létre az Országos Széchényi Könyvtár Énekkarát, amelynek vezetője volt.
Nevéhez több zenemű közreadása, kritikai kiadása fűződik. Hat könyve, számos tanulmánya, katalógusa jelent meg magyar, angol, német, francia nyelven.

## Publikációiból
- Liszt Ferenc és magyar kortársai az Országos Széchenyi Könyvtár dedikált Liszt-zeneműveinek tükrében (In: Az Országos Széchenyi Könyvtár évkönyve, 1973);
- A Zeneakadémia Liszt Ferenc leveleiben (In: A Liszt Ferenc Zeneművészeti Főiskola 100 éve. Szerk. Ujfalussy J., 1977);
- Liszt kapcsolata korának hazai kórusmozgalmával (1978);
- Liszt-zeneműkéziratok az Országos Széchenyi Könyvtárban - új szerzemények, 1976-79, 1979).
- Liszt Ferenc hagyatéka a budapesti Zeneművészeti Főiskolán (1. kötet: könyvek, 1986, 2. kötet: zeneművek, 1993)

## Társadalmi szerepvállalása
A magyar Liszt Ferenc Társaság társelnöke, lapjának főszerkesztője, a német, angol és amerikai Liszt-társaságok tiszteletbeli tagja.

## Díjai, elismerései
- American Liszt Society Award of Excellence (1985)
- Erkel Ferenc-díj (1986)
- Ipolyi Arnold-díj (1999)
- Szabolcsi Bence-díj (2004)
- MAOE Alkotói Nagydíj (2004)
- Széchenyi-díj (2018)[3]